# Munster (Örtze)
Pour les articles homonymes, voir Munster.
Munster est une municipalité du district de Soltau-Fallingbostel en Basse-Saxe (Allemagne). L'École des Unités des Blindés de l'Armée allemande y est située.

## Géographie
Munster se trouve dans la région centrale de la Lande de Lunebourg, le long du fleuve Örtze, entre les villes de Soltau et Uelzen. Munster est aussi le siège de la plus grande base militaire d'Allemagne, elle sert de centre d'entraînements. En raison de nombreuses zones réservées à cette base militaire, beaucoup d'animaux d'espèce rare y prospèrent.

## Infrastructure
La ville de Munster possède des installations sportives tout à fait remarquables telles que le stade Osterberg, la piscine Allwetterbad et plusieurs salles omnisports.
Sur le plan scolaire la ville offre la gamme complète des établissements scolaires du primaire et du secondaire. Parmi ceux-ci le bien illustre Gymnasium Munster dont les débuts remontent en 1982 et qui est une institution indépendante depuis 1987. L'établissement Gymnasium Munster, grâce au travail d'une équipe bien rôdée sous la houlette de son énergique  directeur Alfred Mangold, jouit aujourd'hui d'un prestige indéniable et sur le plan local et sur le plan régional et international.

## Histoire
La première mention de Munster dans un document l'a été en 1303. Une unité de l'armée prussienne utilisa cette zone comme champ d'entraînement en 1893. La Bundeswehr y construisit une base en 1956 qui était la plus grande d'Allemagne dans les années 1990.
Sur le plan politique la ville de Munster est depuis longtemps dominé par des personnalités du parti chrétien démocrate (CDU).
Le plus charismatique des trois derniers maires de Munster est sans doute Alfred Schröder (1979-2002). C'est lui qui était responsable des trois jumelages de la ville. Son successeur Klaus Westerkowsky (2002-2007) a essayé de poursuivre la politique de son ainé. Le maire actuel est Adolf Köthe dont le mandat est placé à la fois sous le signe de la continuité sur le plan structurel et de la rupture sur le plan communicatif.

## Villes jumelées
- Radcliff (Kentucky) États-Unis depuis 1984.
- Michurinsk depuis 1991
- Éragny depuis 1999.